# Nguyên tắc trừu tượng (lập trình máy tính)
Trong công nghệ phần mềm và lý thuyết ngôn ngữ lập trình, nguyên tắc trừu tượng (tiếng Anh: abstraction principle hay principle of abstraction) là một phương châm cơ bản nhằm giảm sự trùng lặp thông tin trong một chương trình (thường nhấn mạnh vào trùng lặp mã) bất cứ khi nào trong thực tế bằng cách sử dụng trừu tượng được cung cấp bởi ngôn ngữ lập trình hay thư viện. Nguyên tắc này đôi khi được nhắc đến như là một khuyến cáo cho lập trình viên, nhưng đôi khi cũng được nhắc đến như là một yêu cầu của ngôn ngữ lập trình, giả sử rằng nó tự hiểu được tại sao lại cần phải sử dụng trừu tượng. Chúng ta không rõ lắm về nguồn gốc của nó; nó được tái phát minh một số lần, thỉnh thoảng dưới tên gọi khác, với các biến thể không đáng kể.
Khi là khuyến nghị cho lập trình viên, nguyên tắc trừu tượng có thể được khái quát hóa như nguyên tắc "Không lặp lại chính mình" (don't repeat yourself), đề xuất tránh trung lặp thông tin chung, và cũng tránh trùng lặp nỗ lực của người tham gia trong quá trình phát triển phần mềm.